# Finale della Coppa dei Campioni 1974-1975
La finale della 20ª edizione di Coppa dei Campioni è stata disputata il 28 maggio 1975 al Parco dei Principi di Parigi tra Bayern Monaco e Leeds Utd. All'incontro hanno assistito oltre 48 000 spettatori. La partita, arbitrata dal francese Michel Kitabdjian, ha visto la vittoria per 2-0 del club bavarese.

## Le squadre
| Squadre       | Partecipazioni precedenti (il grassetto indica la vittoria) |
| ------------- | ----------------------------------------------------------- |
| Bayern Monaco | 1 (1974)                                                    |
| Leeds Utd     | Nessuna                                                     |

## Il cammino verso la finale
Il Bayern Monaco di Dettmar Cramer, in qualità di campione in carica, iniziò il cammino europeo a partire dagli ottavi di finale dove affrontò i tedeschi orientali del Magdeburgo, detentori della Coppa delle Coppe, aggiudicandosi il derby con un risultato aggregato di 5-3 frutto di due vittorie (3-2 in casa, 2-1 in trasferta) e cinque reti di Gerd Müller. Ai quarti i sovietici dell'Ararat furono sconfitti 2-0 all'Olympiastadion, ma vinsero la gara di ritorno in Armenia per 1-0 mettendo in difficoltà i bavaresi. La semifinale mise di fronte al Bayern i campioni di Francia del Saint-Étienne che cinque anni prima li avevano eliminati ai sedicesimi di finale. In quest'edizione non ci furono sorprese e dopo il pareggio a reti inviolate al Geoffroy Guichard, il Bayern Monaco si impose in casa per 2-0 approdando in finale per il secondo anno consecutivo.
Il Leeds Utd di Jimmy Armfield, esordì al primo turno contro gli elvetici dello Zurigo vincendo la partita casalinga 4-1 e rendendo, così, indolore la sconfitta per 2-1 rimediata in Svizzera. Agli ottavi di finale affrontarono e sconfissero gli ungheresi dell'Újpest con un risultato aggregato di 5-1, frutto di due vittorie (2-1 in trasferta e 3-0 in casa). Ai quarti vennero sorteggiati i più quotati campioni di Belgio dell'Anderlecht, che però furono regolati con un secco 3-0 a Elland Road e con un 1-0 a Bruxelles. In semifinale gli spagnoli del Barcellona sembrarono inizialmente un ostacolo insormontabile per i Peacocks, ma dopo averli battuti per 2-1 a Leeds, riuscirono ad uscire indenni dal Camp Nou (1-1) e si qualificarono per la prima volta in finale di Coppa Campioni.

## La partita
A Parigi va in scena una finale caratterizzata soprattutto dai violenti scontri dentro e fuori dallo stadio, causati dagli hooligan inglesi, giunti nei pressi del Parco dei Principi già ubriachi. La partita è arbitrata in maniera non imparziale da parte di Kitabdjian, che sullo 0-0 annulla un gol a Peter Lorimer e non concede un evidente rigore per il Leeds Utd dopo un netto fallo di Franz Beckenbauer su Allan Clarke, scatenando ancora di più le ire dei tifosi inglesi che si scontrano con la polizia francese.
La partita, al di là del deprecabile comportamento di alcuni spettatori, è brutta e nervosa con falli cattivi e intenzionali. Dopo appena quattro minuti, infatti, il difensore svedese del Bayern Björn Andersson è messo fuori gioco da un intervento in tackle molto violento e, prima dello scadere dei 45 minuti, anche Uli Hoeneß è costretto ad abbandonare il terreno di gioco.
La ripresa si apre con Müller arretrato a centrocampo, a sostegno dell'unica punta Klaus Wunder. Il capocannoniere tedesco disputa una partita tatticamente perfetta e il Bayern riesce a imporsi sull'avversario più con la forza di volontà e con l'esperienza, che con la classe. Dopo settanta minuti di gioco il risultato si sblocca con Franz Roth, abile a concludere un'azione di contropiede iniziata da Conny Torstensson. Passano dieci minuti, nuovo contropiede bavarese, Jupp Kapellmann pennella un cross per Müller che insacca e chiude di fatto la partita, consegnando la seconda Coppa dei Campioni consecutiva alla propria squadra.

## Tabellino
| Arbitro: | Michel Kitabdjian |

|                     |           |  |
| Roth 71’ Müller 83’ | Marcatori |  |

| Bayern Monaco | Leeds Utd |

Formazioni:
| Bayern Monaco  |    |                          |     |     |
|                |    |                          |     |     |
| P              | 1  | Sepp Maier               |     |     |
| D              | 2  | Björn Andersson          |     | 4’  |
| D              | 3  | Bernd Dürnberger         |     |     |
| D              | 4  | Hans-Georg Schwarzenbeck | 22’ |     |
| D              | 5  | Franz Beckenbauer        |     |     |
| C              | 6  | Franz Roth               |     |     |
| A              | 7  | Conny Torstensson        |     |     |
| C              | 8  | Rainer Zobel             |     |     |
| A              | 9  | Gerd Müller              |     |     |
| A              | 10 | Uli Hoeneß               |     | 38’ |
| C              | 11 | Jupp Kapellmann          |     |     |
| Sostituzioni:  |    |                          |     |     |
| A              | 12 | Klaus Wunder             |     | 38’ |
| C              | 13 | Sepp Weiß                |     | 4’  |
| Allenatore:    |    |                          |     |     |
| Dettmar Cramer |    |                          |     |     |

| Leeds Utd      |    |               |     |     |
|                |    |               |     |     |
| P              | 1  | David Stewart |     |     |
| D              | 2  | Paul Reaney   | 11’ |     |
| D              | 3  | Frank Gray    |     |     |
| C              | 4  | Billy Bremner |     |     |
| D              | 5  | Paul Madeley  |     |     |
| D              | 6  | Norman Hunter | 80’ |     |
| C              | 7  | Peter Lorimer |     |     |
| A              | 8  | Allan Clarke  |     |     |
| A              | 9  | Joe Jordan    |     |     |
| C              | 10 | Johnny Giles  |     |     |
| C              | 11 | Terry Yorath  |     | 75’ |
| Sostituzioni:: |    |               |     |     |
| C              | 15 | Eddie Gray    |     | 75’ |
| Allenatore:    |    |               |     |     |
| Jimmy Armfield |    |               |     |     |